# Korean Friendship Organisation

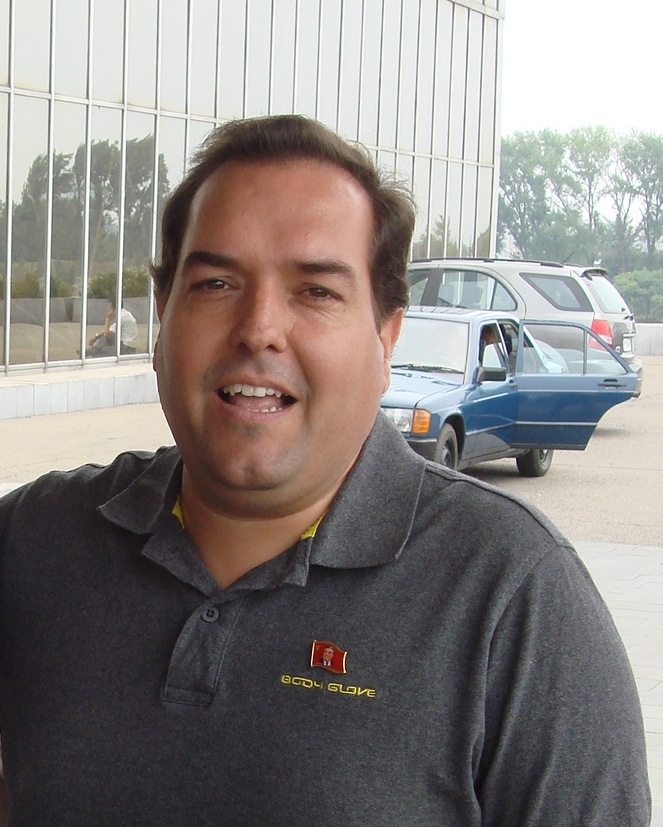
Alejandro Cao de Benós in Pyongyang

De Korean Friendship Organisation (KFA) is een internationale solidariteitsorganisatie voor Noord-Korea.
De KFA werd op 13 november 2000 opgericht door Alejandro Cao de Benós, een "speciale vertegenwoordiger" van het Ministerie van Buitenlandse Zaken van de Democratische Volksrepubliek Korea.

## Activiteiten
De activiteiten van de KFA bestaan uit het tentoonstellen van de diverse aspecten van de Noord-Koreaanse cultuur, zoals foto's, kunst en literatuur, het verspreiden van informatie over Noord-Korea vanuit een Noord-Koreaans perspectief en het voeren van culturele diplomatie in relatie tot dat land. Ook organiseert de KFA excursies voor geïnteresseerde individuen naar Noord-Korea.
In begin augustus 2016 opende Alejandro Cao de Benós het Pyongyang Café in Tarragona, waar onder andere Ginseng thee en Aziatisch bier wordt verkocht. Het is ook gedecoreerd met Noord-Koreaanse vlaggen en propaganda posters.

### Doelstellingen
De doelstellingen volgens de KFA zijn als volgt:
1. Het tonen van de realiteit van de Democratische Volksrepubliek Korea.
2. De verdediging van de onafhankelijkheid en de socialistische opbouw van de Democratische Volksrepubliek Korea.
3. Het leren van de cultuur en geschiedenis van het Koreaanse volk
4. Het werken aan de vreedzame eenwording van het Koreaanse schiereiland.[3]

## Kritiek
NK News noemt de KFA een van voornaamste propaganda instrumenten van Noord-Korea binnen hun wereldwijde propagandanetwerk.
Op 27 januari 2022 werd een arrestatiebevel uitgevaardigd tegen President van de KFA Alejandro Cao de Benós voor het omzeilen van de Amerikaanse sancties op Noord-Korea.
De documentaire The Mole - Undercover in North Korea, geregisseerd door Mads Brügger, verteld het verhaal van de werkloze chef Ulrich Larsen die de KFA had geïnfiltreerd en zo in contact kwam met zijn president, Alejandro Cao de Benós, en meerdere Noord-Koreaanse ambtenaren. De film laat zien hoe de ambtenaren plannen maakte om sancties te omzeilen om wapens te kunnen exporteren.